# فرانک هفله
فرانک هفله (انگلیسی: Frank Höfle؛ زادهٔ ۲۲ نوامبر ۱۹۶۷) ورزشکار دوگانه، و دوچرخه‌سوار اهل آلمان است. وی بین سال‌های ۱۹۸۴ تا ۲۰۱۰ میلادی فعالیت می‌کرد.
وی همچنین برندهٔ جوایزی همچون برگ بوی نقره‌ای شده‌است.
وی در مسابقات کشوری و بین‌المللی در مجموع برندهٔ ۱۴ مدال طلا، ۵ مدال نقره، ۵ مدال برنز شده‌است.